# Aliaa Magda Elmahdy
Aliaa Magda Elmahdy (àrab egipci: علياء ماجدة المهدى, [ʕælˈjæːʔ ˈmæɡdæ (ʔe)lˈmæhdi, ˈʕæljæ-]; àrab: علياء ماجدة المهدى, ʿAliyāʾ Mājida al-Mahdī) (el Caire, 16 de novembre de 1991) és una feminista egípcia i ciberactivista. Va començar a ser coneguda arran de publicar, el 23 d'octubre de 2011, una foto de si mateixa despullada al seu blog, tal com va descriure a Facebook com «crits en contra d'una societat de violència, racisme, sexisme, assetjament sexual i hipocresia.» Des de llavors, va començar a rebre moltes amenaces de mort.
Elmahdy es descriu a ella mateixa com a «egípcia secular, liberal, feminista, vegetariana i individualista.» La van obligar a utilitzar vel des dels 14 anys, des dels 16 es considera atea. Als 18, va abandonar la casa familiar per anar a viure amb la seva parella, Karim Amer, que va estar tancat tres anys a la presó per delictes contra la religió. Els dos han rebut amenaces de mort, denúncies penals i queixes als serveis d'internet que utilitzen.
A finals de 2012, va participar juntament amb altres dones de l'agrupació FEMEN a una manifestació davant l'ambaixada d'Egipte a Estocolm. Van protestar despullades i amb llegendes sobre els seus cossos contra la nova constitució del país. Com a conseqüència, es va presentar una querella judicial en contra seva, que sol·licitava a les autoritats que se la privés de la ciutadania i que se li prohibís l'entrada a Egipte.
El 2013, Elmahdy va demanar asil polític a Suècia per por de ser empresonada, després d'haver estat segrestada i rebent amenaces de mort, i d'escapar d'un intent de violació.